# Каттара

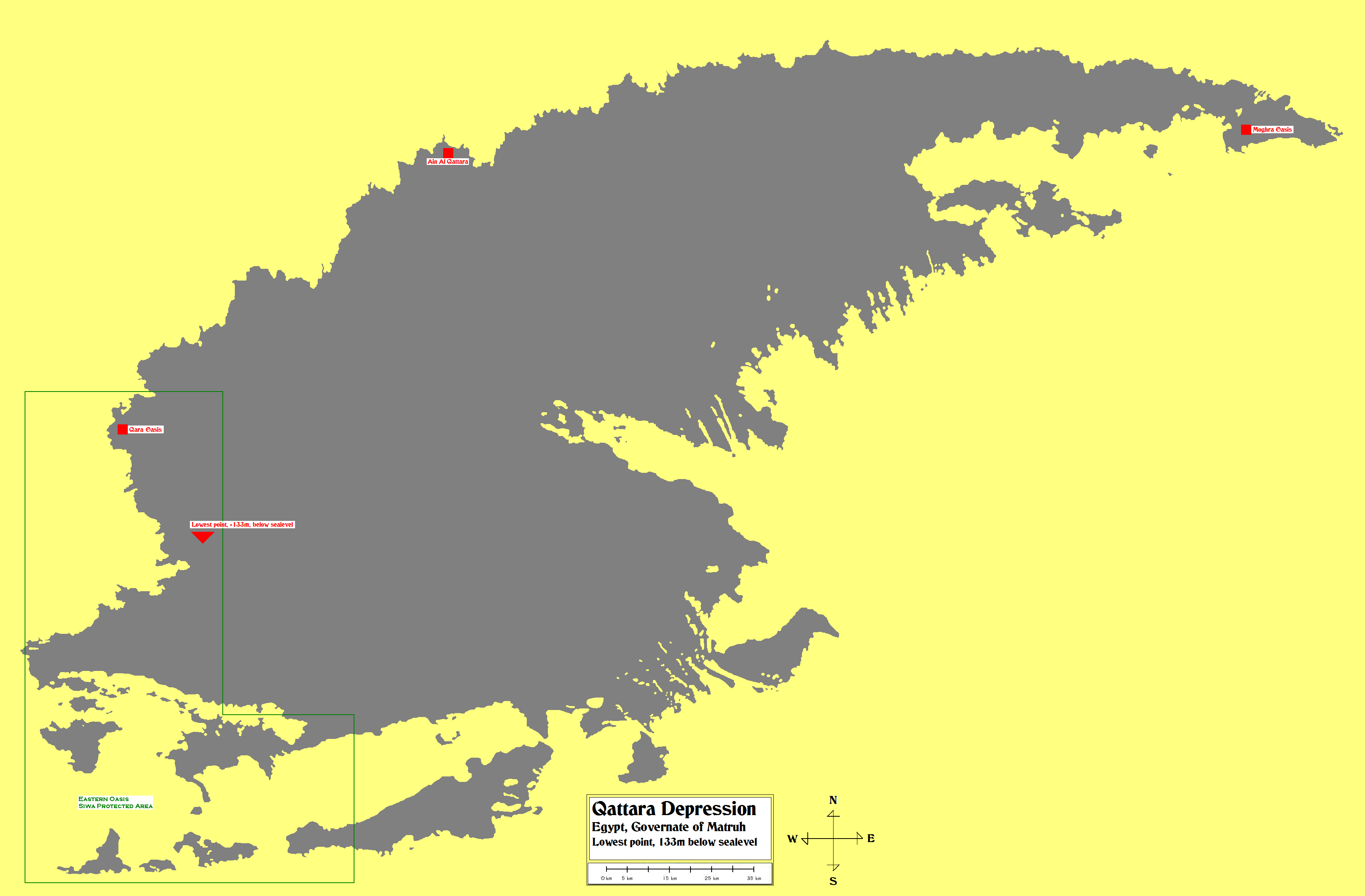
Эскиз карты

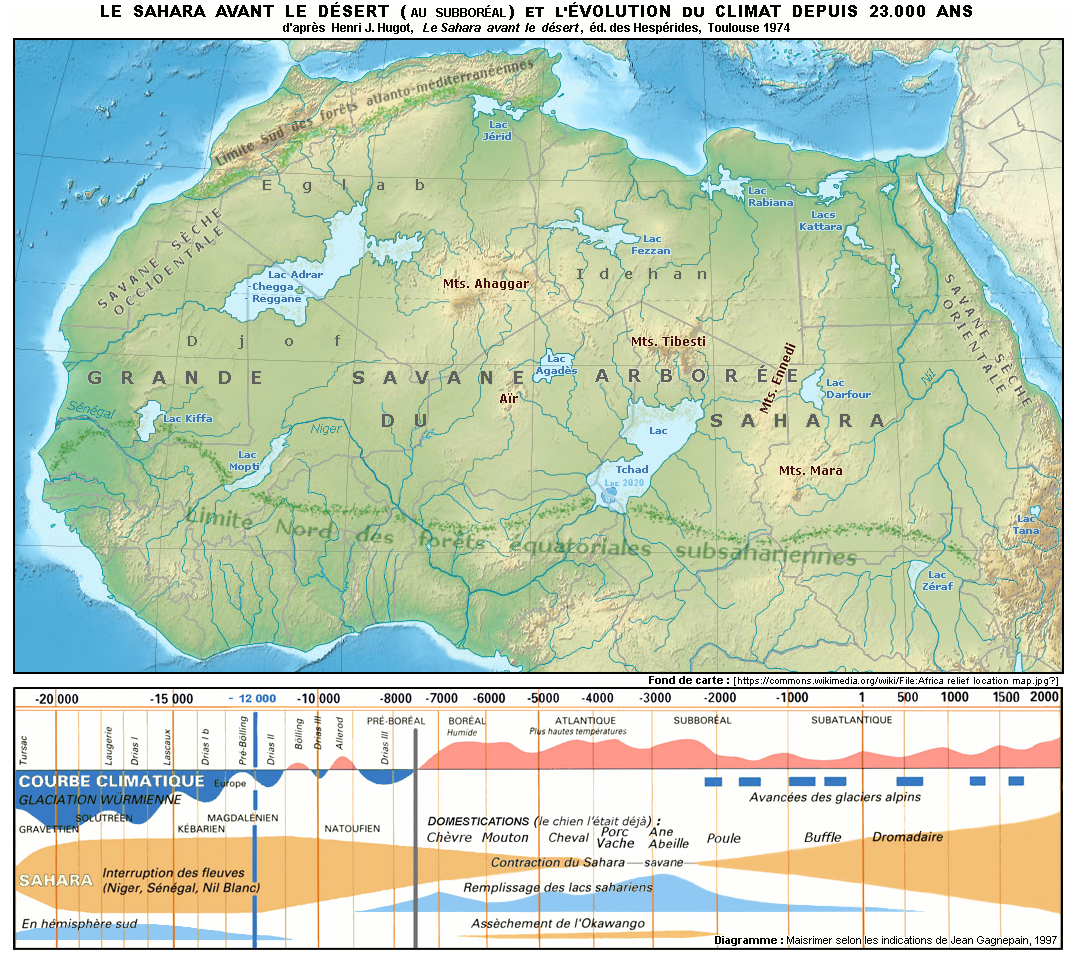
Озеро Каттара в суббореале (до опустынивания Сахары) и эволюция климата за 23 000 лет

Катта́ра (араб. منخفض القطارة ‎) — безводная впадина в Египте, является частью Ливийской пустыни. С севера и запада обрамлена крутыми известняковыми обрывами высотой до 100 метров, вблизи обрывов находятся самые низкие участки впадины (133 метра ниже уровня моря), занятые солончаками. К востоку и югу дно постепенно повышается, появляются глинистые равнины и грядовые пески.

## Климат
Климат во впадине является очень засушливым, уровень осадков составляет 25—50 мм в северной её части, и менее 25 мм в южной. Среднесуточная температура летом 36,2 °C, зимой 6,2 °C. Ветер преимущественно веет с северной стороны, достигая максимальной скорости в марте — 11,5 м/с, и минимальной в декабре — 3,2 м/с.

## Население
На территории впадины есть одно постоянное поселение — оазис Кара, население которого составляет около 300 человек. Также эту область обжили кочевые бедуины со своими стадами скота. Имеется несколько нефтяных месторождений, среди разработчиков которых Royal Dutch Shell и Apache Corporation.

## История
Европейцы открыли впадину в 1917 году. Один из первооткрывателей этой географической области, д-р Болл дал ей название Каттара, что переводится с арабского как «капающий». В 1933 году он первым выступил с идеей заводнения региона для получения гидроэнергии.
В 1957 году проект был рассмотрен ЦРУ в качестве способа достижения мира на Ближнем Востоке. Согласно докладу, представленному президенту Эйзенхауэру, заводнение впадины имело бы следующие положительные последствия:
- способствование миру;
- улучшение климатической обстановки;
- обеспечение работы и места жительства палестинским арабам;
- ослабление советского влияния на Египет.

Специалисты и сейчас рассматривают возможность реализации данного проекта, который может послужить ключом к решению существующих в регионе экономических, экологических и социальных проблем. Один из вариантов предлагает прорытие канала на север, до Средиземного моря, протяжённость которого в зависимости от маршрута составит от 55 до 80 км. Другой вариант предусматривает прокладку трубопровода длиной в 320 км на северо-восток, до устья реки Нил в области города Розетта. За счёт разности высот, поступающая во впадину вода генерировала бы электроэнергию при прохождении через систему затворов. При высоком уровне испарения воды, впадина могла бы заполняться в течение долгого времени.
Кроме всего перечисленного, во-первых, заполнение такого внушительного бассейна впадины, во-вторых, насыщение почвы водой, а также высокий уровень испарения, будут способствовать понижению уровня мирового океана - достаточно определить объём воды, поступивший по каналам и трубопроводу во впадину. Например, объём, лежащий только над зеркалом Каспийского моря, может вместить в себя слой воды всего мирового океана толщиной в три сантиметра. Надо думать, заполнение водой впадины Каттара ещё более успешно может - и будет! - способствовать понижению уровня мирового океана. Причём, заполнение впадины Каттара вполне осуществимо.